# Forças Aéreas do Pacífico

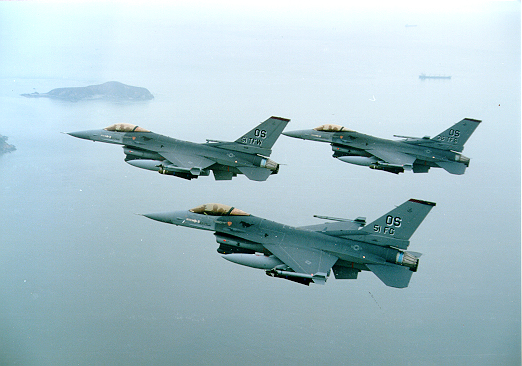
Caças F-16 americanos, baseados na Coreia do Sul, das forças aéreas do Pacífico.

Forças Aéreas do Pacífico (PACAF) é um Major Command (MAJCOM) da Força Aérea dos Estados Unidos, sendo também o comando da componente aérea do Comando do Pacífico. As PACAF têm o seu quartel-general em Pearl Harbor-Hickam, no Havai, e é um de dois MAJCOM fora dos Estados Unidos, sendo o outro na Europa. Ao longo das últimas décadas, as PACAF entrou em combate durante a Guerra da Coreia, Guerra do Vietname, Operação Tempestade do Deserto, e desde o início do milénio nos conflitos do Médio Oriente.